# John Fetterman

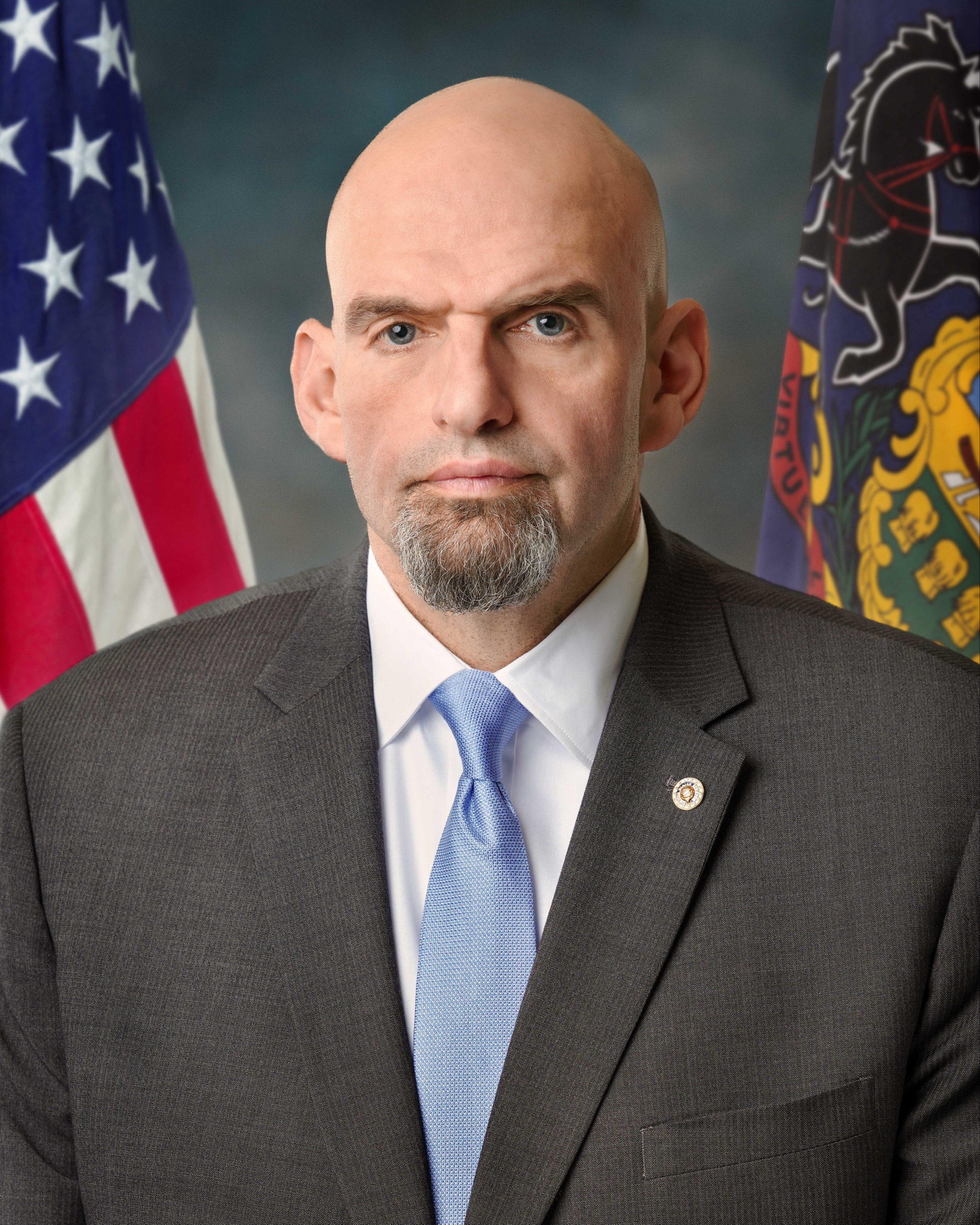
John Fetterman (2023)

John Karl Fetterman (* 15. August 1969 in Reading, Berks County, Pennsylvania) ist ein US-amerikanischer Politiker der Demokratischen Partei. Seit Januar 2023 ist er Senator der Vereinigten Staaten des Bundesstaats Pennsylvania. Zuvor bekleidete er von Januar 2019 bis zu seiner Vereidigung als Senator das Amt des Vizegouverneurs von Pennsylvania.

## Werdegang

### Ausbildung, Beruf und politisches Engagement

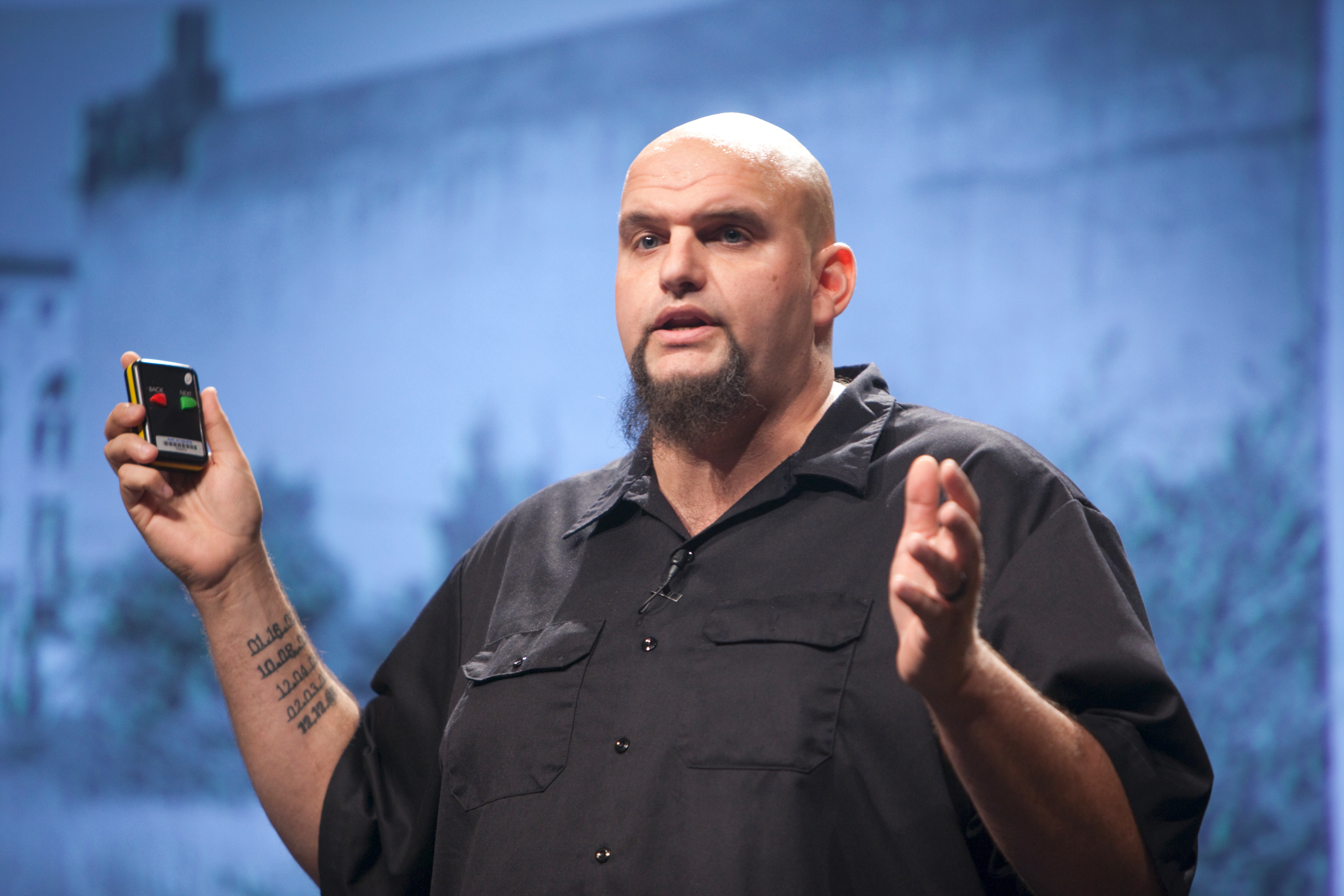
Fetterman bei einem Vortrag im Jahr 2009

Fetterman wuchs als Sohn eines wohlhabenden Versicherungsunternehmers in York in Pennsylvania auf. Er studierte an der University of Connecticut Business Administration. Das Studium schloss er mit einem Master ab. Im Anschluss war er in der Versicherungsbranche tätig. Beeinflusst vom Unfalltod eines Freundes begann er sich sozial zu engagieren, so kümmerte er sich im Rahmen eines sozialen Projekts um einen aidskranken Jungen, dessen Vater frühzeitig starb. Später zog Fetterman in die Gemeinde Braddock, einen Vorort von Pittsburgh (Allegheny County). Dort engagierte er sich im Rahmen einer Vollzeitstelle für Jugendliche mit problematischem Hintergrund. Auch für andere junge Menschen vor Ort wurde er zur Anlaufstelle, beispielsweise half er ihnen bei der Suche nach einem Arbeitsplatz. Im Jahr 2005 kandidierte der Demokrat erfolgreich für den Posten des Bürgermeisters der 2000-Einwohner-Gemeinde. Diese Wahl gewann er mit einem Vorsprung von einer einzigen Stimme. 2009, 2013 und 2017 wurde er für jeweils weitere vier Jahre wiedergewählt. Auch als Bürgermeister legte Fetterman seinen Schwerpunkt unter anderem auf die lokale Jugendförderung. In Zusammenarbeit mit überregionalen Non-Profit-Organisationen gelang es ihm zudem, im Namen der Stadt durch den Ankauf von Immobilien günstigen Wohnraum zu schaffen.

### Senatskandidatur 2016
Seine Arbeit als Bürgermeister brachte Fetterman zunehmend Bekanntheit über die Stadtgrenzen hinaus ein. Im Jahr 2016 kandidierte er vergeblich bei der demokratischen Vorwahl für einen Sitz im Senat der Vereinigten Staaten. Dennoch wurde sein Abschneiden mit 20 % der Stimmen gegenüber weitaus bekannteren Bewerbern als Achtungserfolg gewertet. In seinem Wahlkampf konzentrierte sich Fetterman vor allem auf eine gerechtere Vermögensverteilung, die Bekämpfung von Lobbyismus und liberale gesellschaftliche Werte. Während des Vorwahlkampfes zur Präsidentschaftswahl 2016 unterstützte er Bernie Sanders.

### Kandidatur als Vizegouverneur 2018
Im November 2017 erklärte er seine Kandidatur für das Amt des Vizegouverneurs (lieutenant governor) von Pennsylvania bei den demokratischen Vorwahlen. Während seiner Kampagne wurde Fetterman vor allem vom linken Parteiflügel der Demokraten und vielen jungen Menschen unterstützt. Zusätzlich erhielt er auch eine Wahlempfehlung von prominenten Persönlichkeiten wie dem früheren Gouverneur Ed Rendell und Senator Bernie Sanders aus Vermont. Bei der Primary am 15. Mai 2018 setzte sich Fetterman gegen vier Mitbewerber mit 38 % der Stimmen überraschend klar durch. Insbesondere im westlichen Teil des Bundesstaates konnte er viele demokratische Wähler überzeugen. Unter anderen besiegte er den amtierenden Vizegouverneur Mike Stack, der mit etwas über 16 % der Stimmen nur den vierten Platz erreichte. Stack war zuletzt durch eine Reihe von Kontroversen unter Druck geraten und hatte sich auch mit Gouverneur Tom Wolf überworfen. Während seiner Wahlkampagne verzichtete Fetterman jedoch auf direkte Angriffe gegen seine Kontrahenten und fokussierte sich auf seine politischen Ziele. Mit seinem Sieg bei der Vorwahl trat Fetterman als Running Mate von Gouverneur Wolf bei der eigentlichen Wahl am 6. November 2018 gegen das republikanische Duo aus Scott Wagner und Jeff Bartos an. Wolf wurde am selben Tag ohne Gegenkandidat von seiner Partei nominiert (die parteiinternen Vorwahlen für den Gouverneur und seinen Stellvertreter finden in Pennsylvania getrennt statt, während bei der Hauptwahl beide nur als ticket gemeinsam wählbar sind). Fettermans überraschend deutlicher Sieg fand überregionale Beachtung in den US-Medien; einige Pressestimmen beschrieben ihn bereits als „rising star“ der Demokraten, der bei der Arbeiterklasse im Mittleren Westen und dem sogenannten Rost-Gürtel punkten könne. Insbesondere jene Gruppe an weißen Arbeitern hatte den Demokraten im Zuge der Präsidentschaftswahl 2016 den Rücken gekehrt und für Donald Trump gestimmt (andererseits gilt Fetterman auch unter Afroamerikanern in Braddock als sehr beliebt). Gouverneur Wolf gratulierte Fetterman zu seinem Erfolg und erklärte, er freue sich auf die Zusammenarbeit mit ihm.
Bei der Gouverneurswahl am 6. November 2018 gewannen Wolf und Fetterman mit mehr als 57 % der Stimmen deutlich.

### Vizegouverneur von Pennsylvania

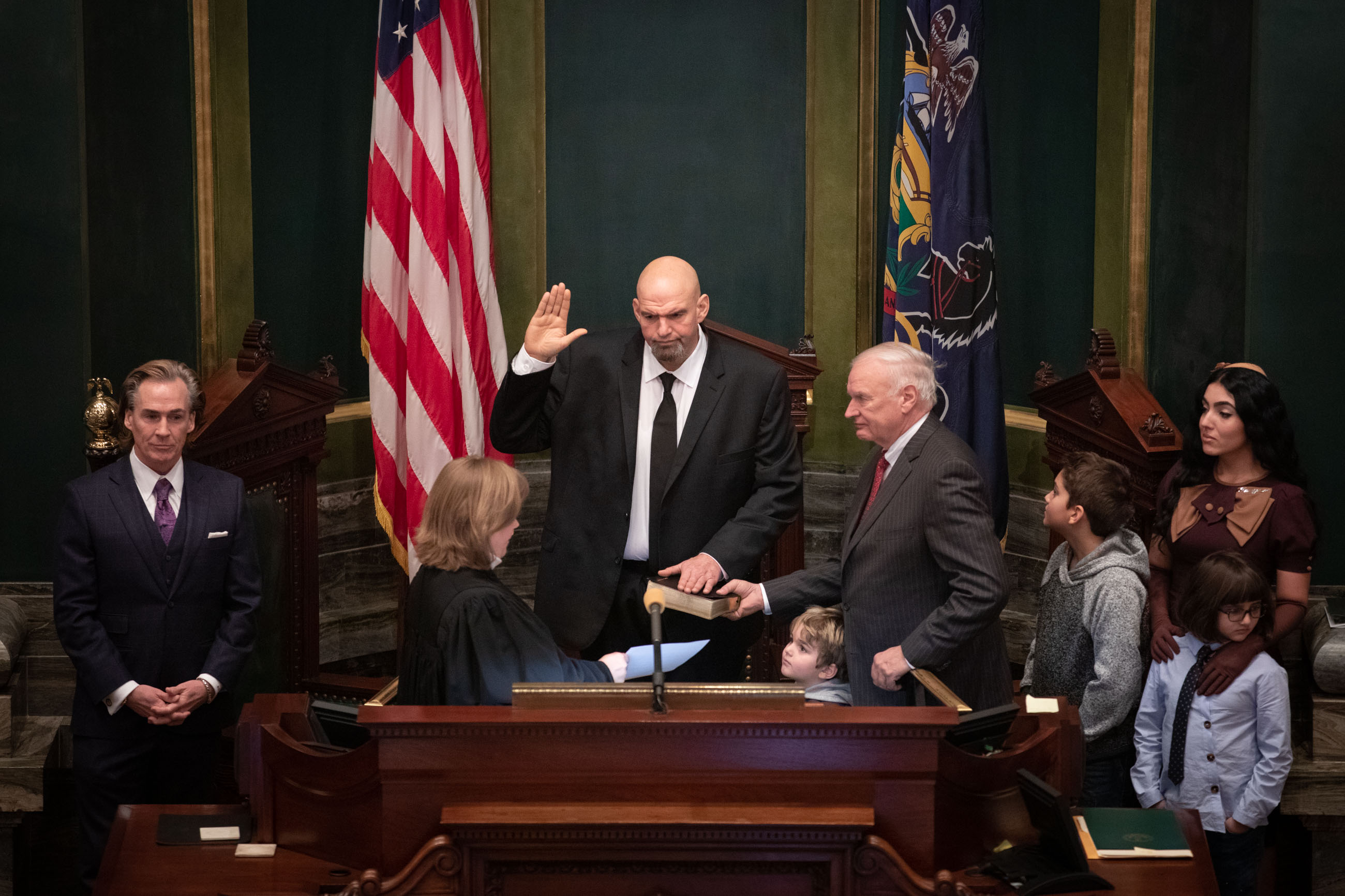
John Fetterman bei der Eidesleistung zum Vizegouverneur im Plenum des Senats von Pennsylvania am 15. Januar 2019

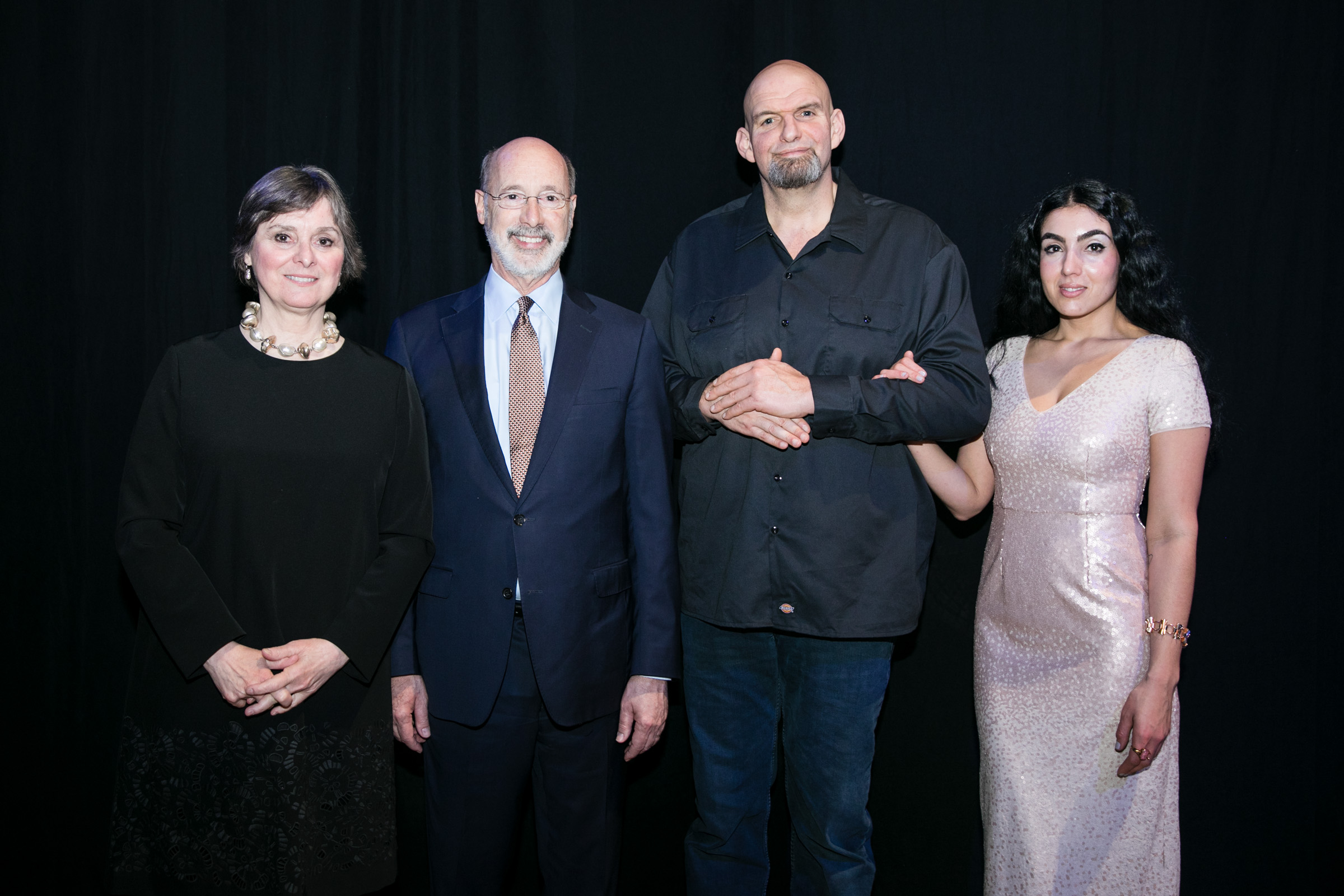
John Fetterman mit seiner Frau Gisele (rechts), Gouverneur Tom Wolf (Mitte links) und dessen Frau Frances (links) im Januar 2019

John Fetterman wurde am 15. Januar 2019 zum Vizegouverneur von Pennsylvania vereidigt. Am selben Tag trat auch Gouverneur Tom Wolf seine zweite Amtszeit als Regierungschef des Bundesstaates an. Als Vizegouverneur war Fetterman Stellvertreter des Gouverneurs und kraft seines Amtes Präsident des Senats von Pennsylvania. Dort hatte er aber nur im Falle eines Patts das Stimmrecht. Als Vizegouverneur setzte sich Fetterman unter anderem für die Legalisierung von Cannabis nach dem Vorbild von Colorado im Bundesstaat ein. Dies wurde jedoch von Republikanern kritisch gesehen.

### Senatswahl 2022
Fetterman trat für die Senatswahl 2022 in Pennsylvania an. Im Vergleich zu anderen demokratischen Bewerbern sahen ihn Umfragen als aussichtsreichsten Kandidaten. Der bisherige Amtsinhaber Pat Toomey trat nicht erneut an. In Anbetracht dessen, dass Biden Pennsylvania (wenngleich auch sehr knapp) 2020 gewinnen konnte, schrieben politische Kommentatoren den Demokraten Chancen zu, den Senatssitz zu erringen. Kurz vor der demokratischen Vorwahl erlitt er einen Herzanfall. Es wurde eine Kardiomyopathie bei ihm diagnostiziert. Letztlich gewann Fetterman die Vorwahl für den Senatssitz, er trat somit in der Wahl im November gegen den republikanischen Kandidaten Mehmet Oz an.
Fetterman setzte sich mit 50,5 % gegen Oz durch, womit ein Sitz im Senat an die Demokraten ging, obwohl Zugewinne für die Republikaner prognostiziert worden waren.

## Politische Einordnung
Fetterman war ursprünglich dem linken Flügel der Demokratischen Partei zuzuordnen und bezeichnete sich selbst als Progressiver. Nach eigener Aussage legt er seinen Schwerpunkt vor allem auf die Besserstellung von Arbeitern und Angestellten sowie einen stärkeren Fokus der Politik auf den ländlichen Raum. Dieser sei in den vergangenen Jahrzehnten vernachlässigt worden, womit auch der Erfolg Donald Trumps im Rust Belt zu begründen sei. Diese Wählergruppen möchte Fetterman wieder an die Demokraten binden. Zu seinen zentralen Themen gehört auch die Forderung nach einer ausgewogeneren Steuerpolitik, bei der untere und mittlere Einkommen entlastet und Wohlhabendere höher besteuert werden sollen. Zudem spricht er sich für eine Anhebung des Mindestlohns auf 15 US-Dollar pro Stunde aus. Diesen hatte auch Gouverneur Tom Wolf bislang gefordert, war aber in der Umsetzung an der republikanischen Mehrheit in der General Assembly gescheitert. Im Bereich der Gesundheitspolitik fordert Fetterman die Einführung einer allgemeinen Krankenversicherung, die allen Bürgern Versicherungsschutz garantieren soll (beispielsweise durch eine Ausweitung von Medicaid auf alle Bürger). In gesellschaftspolitischen Fragen vertritt Fetterman liberale Positionen: So befürwortet er die gleichgeschlechtliche Ehe und die Möglichkeit, dass nicht straffällig gewordene illegal Eingewanderte ein dauerhaftes Bleiberecht in den USA und die US-Staatsbürgerschaft erhalten können. Insbesondere jene, die als Kinder mit ihren Eltern illegal in die USA eingewandert sind, sollen dauerhaft im Land bleiben können (siehe DACA). Darüber hinaus fordert er ein Ende des „Krieges gegen die Drogen“ (War on drugs), den er für gescheitert hält. Gesetzliche Maßnahmen sollten zudem Minderheiten wie Afroamerikaner besser gegen jede Art von Diskriminierung schützen.
Mittlerweile ist Fetterman deutlich von einigen seiner früheren Positionen abgerückt, von politischen Beobachtern wird er daher in der Zwischenzeit teils als konservativer oder zentristischer Demokrat bezeichnet. So bezeichnet er sich schon seit Dezember 2023 explizit nicht mehr als politisch progressiv ("I'm not a progressive.", dt. "Ich bin kein Progressiver."). Teilweise gab er als Grund hierfür an, von linker Seite für seine pro-israelische Haltung im Zuge des Kriegs in Israel und Gaza und sein Ablehnen einer Waffenruhe zwischen Israel und der Hamas kritisiert worden zu sein. Ergänzend merkte er an, er sei „nur ein Demokrat“ (engl. "I'm just a democrat."). Dennoch habe er, so Fetterman, seine positiven Haltungen gegenüber Gewerkschaften, dem Mindestlohn, LGBT-Rechten oder Abtreibungsrechten nicht geändert. Demgegenüber stehen unter anderem eine immigrationskritische Haltung sowie seine Unterstützung für das als umweltschädlich geltende Fracking. Obwohl er schärfere Einwanderungsgesetze fordert und auch schon Präsident Biden in diesem Zusammenhang kritisierte, bezeichnet sich Fetterman als „[das] vielleicht einwanderungsfreundlichste Mitglied des US-Senats“ (engl. "perhaps the most pro-immigration member of the Senate"). Fetterman ist der erste Demokrat im US-Senat, der sich dafür aussprach, Immigranten ohne gültige Papiere in jedem Fall zu inhaftieren, wenn diese für Verbrechen wie Einbruch oder Diebstahl angeklagt, jedoch noch nicht verurteilt sind. Zum Fracking merkte Fetterman 2022 an, er sei schon immer für Fracking gewesen, obgleich er noch im Jahr 2018 erklärte, er sei gegen Fracking und würde deren Industrie niemals unterstützen. Zudem schlug er Biden vor, den gewählten Präsidenten Trump vor seiner (zweiten) Amtszeit zu begnadigen. Fetterman zeigte sich außerdem grundsätzlich offen für Trumps Pläne, Grönland zu kaufen, und verglich dies mit dem Kauf Louisianas im Jahr 1803, in welchem die Vereinigten Staaten heutiges US-Staatsgebiet von Frankreich erwarben. Konkret nannte er Trumps Plan „ziemlich vernünftig und ich denke, es ist tatsächlich strategisch eine kluge Sache“, (engl. "[...] pretty reasonable, and I think it’s actually strategically a smart thing").

## Privates
John Fetterman ist verheiratet und hat drei Kinder. Seine Frau Gisele ist die Tochter von brasilianischen Einwanderern und kam als Kind mit ihren Eltern illegal in die USA. Mit seiner Familie lebt er in einem umgebauten Fabrikgebäude in Braddock, auf dessen Wohnfläche sich früher eine Werkstatt befand. Äußerlich fällt Fetterman durch seine überdurchschnittliche Körpergröße von 203 cm und Tätowierungen am Arm auf. So trägt er auf dem linken Arm die Postleitzahl von Braddock: 15104. Auf dem rechten Arm befinden sich neun untereinander gereihte Lebensdaten von Menschen, die während seiner Zeit als Bürgermeister in Braddock Opfer von Gewalt wurden. Außerdem trägt er meist ein schwarzes Hemd und eine Jeanshose. Im Vorfeld seiner Wahl zum Vizegouverneur kündigte er jedoch an, nach seinem Amtsantritt einen formaleren Kleidungsstil zu pflegen. Zur zweiten Amtseinführung von Donald Trump erschien er in Turnschuhen, grauen Basketball-Shorts und einem schwarzen Carhartt-Kapuzenpullover.